# Elecciones generales de Níger de 2011
Las elecciones generales, se celebraron en Níger el 31 de enero de 2011 para elegir al Presidente y a la Asamblea Nacional, y con una segunda vuelta celebrada el 12 de marzo para las elecciones presidenciales. La primera vuelta de las elecciones presidenciales estaba prevista inicialmente para el 3 de enero y la segunda para el 31 de enero, pero posteriormente fue pospuesta. Las elecciones se celebraron tras un golpe militar en febrero de 2010 que derrocó al presidente Mamadou Tandja.
Los resultados dictaminaron una victoria para el candidato Mahamadou Issoufou, del Partido Nigerino para la Democracia y el Socialismo (PNDS), que derrotó a Seyni Oumarou, del Movimiento Nacional para la Sociedad de Desarrollo (MNDS). En las elecciones a la Asamblea Nacional, el PNDS emergió como el partido con más escaños.

## Antecedentes
Tras los intentos del Presidente Tandja de extender su mandato más allá de 2009, fue capturado por soldados que allanaron su residencia el 18 de febrero de 2010. Los líderes militares crearon el Consejo Supremo para la Restauración de la Democracia y anunciaron que la constitución quedaría suspendida  y que las instituciones estatales, como la Asamblea Nacional, serían disueltas. Se creó un comité para estudiar una nueva constitución.
En la primera semana de junio de 2010, la comisión electoral nacional anunció elecciones de dos vueltas para enero de 2011. Anteriormente, el Consejo Nacional de Transición había anunciado el 26 de diciembre de 2010 como fecha de las elecciones para la primera vuelta y el 24 de enero de 2011 para la segunda vuelta y las elecciones municipales. Los resultados estaban previstos para ser anunciados el 4 de marzo, y el presidente electo asumiría el cargo el 11 de marzo.
En septiembre de 2010, la Comisión Electoral Nacional Independiente (CENI) anunció que la primera vuelta de las elecciones presidenciales y parlamentarias se retrasaría varias semanas hasta el 31 de enero de 2011. El retraso significó también un cambio en las fechas posteriores: la fecha de la segunda vuelta se cambió al 12 de marzo, y la fecha de la juramentación del presidente recién electo se cambió al 6 de abril. El presidente de la CENI, Ghousmane Abdourahmane, atribuyó el retraso a «un problema de organización interna y de recursos financieros», pero prometió que no habría más retrasos.

## Campaña
Diecisiete partidos que anteriormente se habían unido contra Tandja como la Coordinadora de Fuerzas Democráticas para la República anunciaron el 17 de julio de 2010 que habían formado "una alianza estratégica" para las elecciones presidenciales. Según los términos de la alianza, los partidos presentarían candidatos separados en la primera vuelta de la elección y luego se unirían en la segunda vuelta para apoyar a cualquiera de los candidatos de la alianza que pasara a la segunda vuelta. La alianza incluía a Hama Amadou, Mahamane Ousmane y Mahamadou Issoufou, algunos de los políticos más importantes dentro de Níger.

## Candidatos
Hama Amadou, que fue Primer Ministro entre 1995 y 1996 y nuevamente entre 2000 y 2007, regresó del exilio en Francia en marzo de 2010 y creó un nuevo partido, el Movimiento Democrático Nigerino para una Federación Africana (MODEN/FA). El 11 de julio de 2010, anunció públicamente su deseo de presentarse como candidato de MODEN/FA a las elecciones presidenciales de 2011 y prometió "luchar con todas mis fuerzas para ganar el poder".
La junta mantuvo a Tandja detenido después del golpe, lo que le impidió desarrollar cualquier actividad política; su partido derrocado, el MNSD, exigió repetidamente su liberación. Se esperaba que el MNSD nominara a su presidente, Seyni Oumarou, que fue primer ministro de 2007 a 2009 y que fue nominado como su candidato presidencial. Sin embargo, Oumarou fue acusado de malversación de fondos y arrestado el 29 de julio de 2010. La Comisión de lucha contra la criminalidad financiera afirmó que debía al Estado 270 millones de francos CFA. El MNSD expresó su indignación por el arresto de Oumarou y exigió su liberación; dijo que el cargo contra él era un esfuerzo con motivaciones políticas para difamar y marginar al partido. El 2 de agosto de 2010, Oumarou fue acusado y puesto en libertad bajo fianza.
El Partido Nigerino para la Democracia y el Socialismo (PNDS) designó a Mahamadou Issoufou como candidato presidencial del partido en una reunión a principios de noviembre de 2010. Issoufou afirmó en aquella ocasión que "ha llegado el momento, las condiciones son propicias" y llamó a los miembros del partido a "transformar estas condiciones en votos en las urnas". Algunos observadores consideraban que Issoufou era una figura importante en la política nigerina durante muchos años y era potencialmente el candidato más fuerte en las elecciones.
El Consejo Constitucional de Transición aprobó diez candidatos presidenciales en diciembre de 2010, incluidos todos los contendientes clave: Mahamadou Issoufou, Mahamane Ousmane, Seyni Oumarou, Hama Amadou, Amadou Boubacar Cissé, Amadou Cheiffou, Moussa Moumouni Djermakoye, Ousmane Issoufou Oubandawaki, Mariama Gamatié Bayard y Abdoulaye Amadou. Traoré. Un candidato, Ibrahima Saidou Maiga, fue rechazado.
A medida que se acercaba la fecha de las elecciones en enero de 2011, Issoufou, Oumarou y Amadou eran vistos como los favoritos; los dos últimos acordaron apoyarse mutuamente si solo uno de ellos entraba en la segunda vuelta.

## Resultados
El Presidente de la Comisión Electoral, Gousmane Abdourahmane, anunció el 4 de febrero de 2011 que el candidato del PNDS, Issoufou, y el candidato del MNSD, Oumarou, eran los dos candidatos que ocupaban el primer lugar en la primera vuelta y pasarían a la segunda vuelta. Según los resultados, Issoufou obtuvo el 36,06% de los votos, mientras que Oumarou quedó detrás con el 23,2%. El candidato de MODEN/FA, Hama Amadou, quedó en tercer lugar con el 19,82% de los votos y el candidato del CDS, Mahamane Ousmane, quedó en cuarto lugar con el 8,42%. Como tanto Amadou como Ousmane se habían aliado con Oumarou y contra Issoufou, inicialmente parecía que Oumarou podría entrar en la segunda ronda en una posición fuerte, pero, según se informó, la solidez de la alianza no estaba clara para ese momento.
MODEN/FA anunció el 9 de febrero de 2011 que cambiaría de bando para apoyar a Issoufou en lugar de Oumarou en la segunda vuelta. Aunque unos 20 partidos habían respaldado a Oumarou, la deserción de MODEN/FA sugería que Issoufou probablemente ganaría, ya que Issoufou y Amadou recibieron un total combinado de más del 50% de los votos en la primera vuelta. El impulso continuó favoreciendo a Issoufou, ya que otros tres candidatos como Cheffou, Moussa Moumouni Djermakoye y Amadou Boubacar anunciaron el 10 de febrero que también habían decidido apoyar a Issoufou. Esos tres candidatos obtuvieron puntuaciones de un solo dígito en la primera ronda, pero juntos representaron alrededor del 10% de los votos de la primera ronda.
El 22 de febrero de 2011, el Consejo Constitucional confirmó los resultados de la primera vuelta, dictaminando que Issoufou había obtenido el 36,16% de los votos en la primera vuelta y que se enfrentaría a Oumarou en una segunda vuelta el 12 de marzo de 2011.
El 16 de marzo de 2011, Oumarou anunció que aceptaba los resultados, felicitó a Issoufou y le deseó éxito en el gobierno del país. Al optar por no cuestionar los resultados, dijo que consideraba importante que el país evitara "una nueva espiral de dificultades interminables" y destacó la importancia de la reconciliación nacional.